# Ma'agar ha-Mizrachi
Ma'agar ha-Mizrachi (hebrejsky המאגר המזרחי, doslova Východní nádrž) je umělá vodní nádrž na odpadní vody v Izraeli. Nachází se v nadmořské výšce cca 40 metrů na pomezí pobřežní nížiny (Šaronská planina) a pahorků v předpolí Samařska, na jihozápadním okraji města Zemer a 1 kilometr severozápadně od vesnice Bachan. Nádrží prochází vádí Nachal Jikon.
Slouží k zachytávání a čištění odpadních vod. S objemem okolo 5 milionů kubických metrů jde o největší nádrž tohoto typu v Izraeli.